# عبدالرحمن چهارم
عبدالرحمن چهارم (عربی: عبد الرحمن المرتضی، آوانگاری: ʿAbd ar-Raḥmān al-Murtaḍā) یکی از افراد خلافت قرطبه در میان بنی امیه بود که در اندلس فرمان راند. وی پس از سلیمان دوم، در ۱۰۱۸ به قدرت رسید.
| عبدالرحمن چهارمخلافت امویشاخه‌ای از قریش درگذشتهٔ: ۱۰۱۸ |                  |                      |
| پیشین: سلیمان بن حکم                                  | خلافت اموی       | پسین: عبدالرحمن پنجم |
| پیشین: سلیمان بن حکم                                  | خلافت قرطبه ۱۰۱۸ | پسین: علی بن حمود    |